# Tyłowo
Tyłowo est une localité polonaise, située dans la voïvodie de Poméranie et le powiat de Puck. 